# Симабукуро, Дзенрё
Дзенрё Симабукуро (яп. 島袋 善良, Shimabukuro Zenryō, 14 ноября 1908 — 14 октября 1969) — мастер карате и основатель стиля Сёрин-рю Сэйбукан.

## Ранние годы
Дзенрё Симабукуро родился в городе Сюри, на о. Окинава в 1908 году. В возрасте 24 лет он переехал в деревню Тятан, где зарабатывал себе на жизнь в пекарне и изготовлением циновок татами, но одновременно с этим он занимался каратэ у мастера Тётоку Кьяна. Свои тренировки с Кьяном он начал 1932 году, и тренировался с ним до самой смерти Кьяна в 1945 году, за исключением времени, когда шла Вторая мировая война.

## Карьера в каратэ
По окончании Второй мировой войны в 1947 году Симабукуро открыл свое собственное додзё и начал преподавать карате прямо в своем доме. Среди его учеников были его сын Симабукуро Дзенпо и его племянник Симабукуро Дзендзи, каждый из которых позднее стал мастером карате в своем. Одним из его ранних учеников был американский десантник 503-й Воздушно-десантной дивизии США Вильям Фуллер, мл., которые организовал для Симабукуро тренировки с некоторыми его сослуживцами, расквартированными на Окинаве.
В мае 1960 года Симабукуро стал президентом Окинавского отделения Японской Федерации каратэ/Всеяпонской Федерации каратэ. Позднее отделение вышло из федерации и стало основой Объединенной ассоциации окинавского каратэ-до. В 1962 оду Симабукуро основал собственную школу, которую назвал Сэйбукан (что в переводе с японского означает «Школа священного искусства»). В 1964 году ему был присвоен 10-й дан, который является наивысшим даном в Объединенной ассоциации окинавского каратэ-до.
В 1967 году Объединенная ассоциация окинавского каратэ-до слилась с другими ассоциациями окинавского каратэ, образовав Всеокинавскую федерацию каратэ-до, а Симабукуро стал ее вице-президентом.

## Кончина
14 октября 1969 года, находясь в Осаке по возвращении с 1-го Всеяпонского чемпионата по каратэ, проводившегося на спортивной арене Ниппон Будокан и организованного федерацией Zen Nihon Karate-dō Renmei, Дзенрё скончался от приступа аппендицита. Его сын Симабукуро Дзенпо стал мастером школы Сэйбукан.